# 65-й отдельный транспортный авиационный полк ВМФ
65-й отдельный транспортный Краснознамённый авиационный полк ВВС ВМФ (специального назначения) — воинская часть Военно-воздушных сил ВМФ СССР и РФ, принимавшая участие в специальных операциях периода Второй мировой войны и послевоенный период.

## Наименования полка (подразделения)
Условное наименование — войсковая часть 42841.
- 64-й авиационный полк специального назначения ГУ ВВС ВМФ
- 65-й авиационный полк специального назначения ГУ ВВС ВМФ
- 65-й авиационный Краснознамённый полк специального назначения ГУ ВВС ВМФ
- 65-й транспортный Краснознамённый авиационный полк Ав. ВМФ
- 65-й отдельный транспортный Краснознамённый авиационный полк Ав. ВМФ
- 277-я отдельная транспортная Краснознамённая авиационная эскадрилья ВВС ВМФ
- 327-й отдельный транспортный Краснознамённый авиационный полк (центрального подчинения)
- 399-я отдельная транспортная Краснознамённая авиационная эскадрилья МА
- 46-й отдельный транспортный Краснознамённый авиационный полк ВВС и ПВО ВМФ
- 7055-я гвардейская Краснознамённая Севастопольско-Берлинская авиационная база 2-го разряда (?? условное наименование).

## История части
Полк сформирован Приказом НК ВМФ № 0955 от 03.10.1941 года в г. Саранске на аэродроме Рузаевка., как 64-й авиационный полк специального назначения. Задачей полка была определена перегонка новой авиационной техники с заводов в действующую армию (части ВМФ). Собственной авиационной техники у полка почти не было — несколько самолётов типа МиГ-1, УТИ-4 и ЛаГГ-3. При Управлении ВВС ВМФ в Москве имелась отдельная эскадрилья, обеспечивающая деятельность полка.
На основании приказа НК ВМФ № 0422 от 18.05.1942 года 64-й АП СпН вместе с АЭ управления ВВС ВМФ были расформированы и обращены на формирование 65-го авиационного полка специального назначения Главного Управления ВВС ВМФ, с дислокацией в г. Саранск. Полк был смешанный, пятиэскадрильного состава (две АЭ истребительные, одна штурмовая, одна транспортная и одна бомбардировочная). Всего в полку было около 40 типов летательных аппаратов.
После формирования полк перелетел на подмосковный аэродром Измайлово. Запасными аэродромами были определены Чертаново и Захарково. Задачами полка определены: транспортные перевозки в интересах центрального командования ВМФ, перевозка военных грузов и личного состава, выброска десанта в тылу врага, доставка боевых приказов и документов в части ВМФ, другие виды обеспечения оперативной и боевой деятельности. Также личный состав полка, вместе с 1-м и 2-м авиационными полками перегонки самолётов, решал задачи по доставке своим ходом авиационной техники от заводов промышленности в действующие авиационные части ВМФ. Всего за годы войны личным составом полка было перегнано около 5,5 тысяч самолётов.
Летом 1942 года в полк поступило около десятка самолётов Пе-3бис.
Приказом НК ВМФ № 0118 от 26.02.1943 года 4-я АЭ 40-го БАП ВВС ЧФ была расформирована. Личный состав АЭ подлежал переводу в 65-й АП СпН на пополнение истребительной АЭ (перегоночной).
13.05.1944 года был установлен Годовой праздник части — 8 июня. 22 июля указом Президиума Верховного Совета СССР 65-й АП СпН награждён орденом Красного знамени.
В июне 1945 года личным составом полка выполнялась задача особой важности — перегонка американских самолётов B-29 с Дальнего востока в Москву.
Из Москвы прилетела группа авиационных специалистов, которую возглавлял заместитель начальника лётной инспекции ВВС ВМФ подполковник Рейдель С. Б. Ставилась задача изучить самолёты и перегнать их в Москву, где в КБ Туполева в самые сжатые сроки планировалось их всестороннее изучение и копирование. Первые полёты выполнялись с аэродромов Центральная Угловая и Николаевка, затем эскадрилья (35-я ОДБАЭ ТОФ) перебазировалась на самый большой в те годы приморский аэродром Романовка, откуда уже выполнялась полностью программа испытаний и подготовка к перелёту. В общей сложности испытания продолжались до 21 июня 1945 года. Первыми были перегнаны два Б-29 под управлением Рейделя С. Б. и Марунова В. П. Перелёт выполнялся с промежуточными посадками в Чите, Красноярске и Тайнче (в последнем была развёрнута крупная база перегонщиков ВВС ВМФ). Самолёты совершили посадку на московском аэродроме ВМФ Измайлово. С третьим Б-29 всё обстояло значительно хуже: в полёте возникли неполадки и в Тайнче самолёт заходил на посадку с горящим 4-м двигателем. В Москве срочно сняли с перелетевшего самолёта двигатель и привезли в Тайнчу на транспортном С-47, где его заменили. Перелетевшие бомбардировщики Б-29 вошли в штат 65-го полка ВМФ специального назначения. Затем самолёт за № 42-6365 был разобран на Центральном аэродроме для изучения специалистами Туполевского КБ, самолёт № 24-6358 оставался в Измайлово в качестве эталона до 1954 года. Самолёт № 42-6256 по просьбе командующего авиацией ДД Голованова А. Е. был передан в состав 890-го авиационного полка дальнего действия в Болбасово (г. Орша). 
14.07.1945 года две эскадрильи расформированного 1-го АППС ВВС ВМФ переданы в 65-й АП СпН. Также в полк переданы шесть американских самолётов Р-39. В этом же году полк переформирован в 65-й транспортный полк авиации ВМФ.
С 1947 года полк стал именоваться 65-м отдельным транспортным полком ВМС.
С 1948 по 1950 год личный состав полка принимал участие в специальных полярных экспедициях. За мужество и героизм капитан Замятин И. П. удостоен звания Героя Советского Союза.
Постановлением Президиума Верховного Совета СССР от 15.08.1950 года полку вручено Боевое Красное знамя.
В 1954-м году в полк начали поступать самолёты Ил-14.
С 1955 года полк именуется как 65-й отдельный транспортный авиационный полк ВМФ.
1 ноября 1957 года полк переформирован в 277-ю отдельную транспортную Краснознамённую авиационную эскадрилью ВВС ВМФ, без изменения места дислокации, с сохранением условного наименования. На вооружении ОТАЭ было 12 самолётов Ил-14.
В 1959 году эскадрилья перебазирована на аэродром Остафьево. Этот аэродром оставался постоянным местом базирования части до 2024 года.
В 1963 году на вооружение ОТАЭ поступили самолёты Ан-12.
На основании Директивы ГШ ВМФ ОМУ/4/11086 от 04.05.1963 года, с 1 июня 1963 года 277-я ОТАЭ развёрнута в 327-й отдельный транспортный Краснознамённый авиационный полк, с подчинением командующему Авиацией ВМФ. В составе полка имелась 1-я АЭ на 10 Ил-14 и 2-я АЭ на 8 Ан-12.
В 1966 году в полк начинают поступать самолёты Ан-24.
В 1970-х годах в полк поступают самолёты Ан-26.
В 1980-х годах в полк поступают самолёты Ан-72.
В 70-80-х годах полк решает задачи по перевозке грузов на зарубежные аэродромы ВМФ СССР, иностранных делегаций и командования ВМФ СССР, а также занимается перевозкой ядерных боеприпасов с завода-изготовителя на полигон архипелага Новая Земля.
С распадом СССР личный состав полка на своей авиатехнике занимается эвакуацией беженцев из зон локальных военных конфликтов (Баку и Тирасполь).
С разделом Черноморского флота полк осуществлял перевозку первых лиц государства на затянувшиеся переговоры.
С началом войны в Чечне на полк возложена задача по обеспечению частей морской пехоты, задействованных в данном конфликте.
На основании директивы 1-го заместителя МО РФ № 314/5/0120 от 07.02.1998 года, с первого мая этого года 327-й ОТАП МА ВМФ переформируется в 399-ю отдельную транспортную Краснознамённую авиационную эскадрилью Морской Авиации РФ, без изменения места дислокации.
1 октября 2001 года, 399-я ОТАЭ (АС Остафьево) и транспортная эскадрилья 240-го гвардейского смешанного авиационного полка (инструкторско-исследовательского) 444-го Центра боевого применения и переучивания лётного состава авиации ВМФ, дислоцирующегося на аэродроме Веретье г. Остров Псковской области, переформируются в 46-й отдельный транспортный Краснознамённый авиационный полк ВВС и ПВО ВМФ. В полку были: управление АП, 1-я АЭ в составе 8 самолётов Ан-72 на аэр. Остафьево и 2-я АЭ составом 10 самолётов Ан-26 и один Ту-154М на аэродроме Веретье.
В ноябре 2009 года 46-й ОТАП вместе с 3099-й авиационно-технической базой преобразованы в 7055-ю гвардейскую Краснознамённую Севастопольско-Берлинскую авиационную базу второго разряда. При этом 240-й смешанный авиационный полк, как и 444-й ЦБП и ПЛС ликвидированы. В 7055-ю АвБ ВМФ передано Боевое Знамя и почётные регалии расформированного 240-го ОСАП (ИИ). Местом дислокации нового воинского формирования продолжает оставаться аэродром Остафьево.
В 2012 авиабаза преобразована в авиагруппу 7050-й гвардейской авиационной базы Северного флота (в/ч 49324-3).

## Авиатехника полка
МиГ-1, ЛаГГ-3, Пе-3бис, УТИ-4, Ли-2, Ил-2, Ил-12, Ил-14, Ил-18, Ан-14, Ан-24, Ан-26, Ан-12, Ан-72, Ту-154, вертолёты Ми-8.

## Герои Советского Союза
- Замятин, Иван Петрович, капитан, командир корабля.

## Авиационные происшествия и катастрофы
(послевоенная история)
- 27 декабря 1972 года. Самолёт Ан-12, пилотируемый командиром полка полковником П. Н. Козиновым. Во время перелёта по маршруту Москва-Будапешт-Алжир, на взлёте с аэродрома г. Будапешт, в СМУ, в результате уклонения с курса самолёт столкнулся с горой. Погибли 7 членов экипажа и четыре пассажира.
- 16 февраля 1978 года, Ан-12, экипаж м-ра Л. И. Томилова. Посадка в СМУ на аэродроме Рогачёво (Новая Земля). Выполнена посадка за 1,5 км до ВПП, экипаж жив, самолёт разрушился.
- 4 августа 1984 года, при взлёте с аэродрома Карачи (Пакистан), катастрофа самолёта Ан-12 под управлением КК подполковника В. С. Подскребаева. От попаданий молний и града самолёт получил повреждения двух двигателей. При попытке аварийной посадки вне аэродрома экипаж допустил перегрузки выше допустимых, от которых самолёт разрушился в воздухе. Все находившиеся на борту экипаж и пассажиры погибли.